# Đại học George Washington
Đại học George Washington (GW, GWU, hoặc George Washington) là một trường đại học nghiên cứu tư thục ở Washington, D.C. Được thành lập năm 1821 dưới hiến chương liên bang, GWU là tổ chức giáo dục đại học lâu đời và lớn thứ hai tại đặc khu Columbia, chỉ sau Viện Đại học Georgetown.
Cơ sở chính Foggy Bottom của George Washington nằm ở trung tâm của thủ đô Washington, DC, giáp với Quỹ tiền tệ quốc tế, Ngân hàng thế giới, Nhà trắng và Bộ Ngoại giao Mỹ. GWU cũng có hai cơ sở vệ tinh: Cơ sở Mount Vernon tọa lạc tại khu Foxhall và Cơ sở Khoa học Công nghệ Virginia ở ngoại ô Washington.
GWU được tổ chức thành 14 học viện và trường đào tạo chuyên nghiệp, bao gồm Đại học Khoa học và Nghệ thuật Columbian, Trường Quan hệ Quốc tế Elliott, Trường Kinh doanh, Trường Truyền thông và Quan hệ Công chúng, Trường Chính sách và Hành chính công, Trường Luật và Trường Nghệ thuật và Thiết kế Corcoran. Trường có nhiều trung tâm và viện nghiên cứu, bao gồm Trung tâm Lưu trữ An ninh Quốc gia và Viện Chính sách Kinh tế Quốc tế. George Washington cung cấp hơn 71 chuyên ngành học và mỗi năm trường tuyển sinh trung bình 11.000 sinh viên bậc đại học và 7.500 sinh viên sau đại học đến từ hơn 130 quốc gia.
Trường đựoc đặt theo tên George Washington, Tổng thống Hoa Kỳ đầu tiên. Ông đã ủng hộ việc thành lập một trường đại học mang tên ông tại Washington D.C. Trong di chúc của mình, ông đã để lại cổ phần trong Công ty Potomac để sử dụng cho việc thành lập trường. Tuy nhiên, do những khó khăn tài chính của công ty này, các quỹ độc lập khác đã được huy động và vào ngày 9 tháng 2 năm 1821, trường đại học George Washington được thành lập dưới hiến chương liên bang của Quốc hội Hoa Kỳ, trở thành trường đại học thứ 2 tại Mỹ sau Georgetown được hưởng đặc quyền này.
George Washington là viện đại học quốc gia tốt thứ 63 theo U.S. News & World Report. Trường có hơn 1,100 cựu học sinh làm việc trong lĩnh vực ngoại giao tại Mỹ, và được The Princeton Review đánh giá nằm trong top những trường hoạt động chính trị mạnh mẽ nhất tại Hoa Kỳ.
George Washington là nơi có các chương trình đời sống sinh viên đa dạng với hơn 450 tổ chức sinh viên. Đội thể thao của trường mang tên Đại tá George Washington thi đấu trong Hội nghị Atlantic 10.
Các cựu sinh viên và giảng viên của trường bao gồm nhiều chính trị gia, quan chức chính phủ và tướng trong quân đội Hoa Kỳ, bao gồm bốn cựu Chủ tịch Hội đồng Tham mưu trưởng Liên quân Hoa Kỳ. Trường cũng đã đào tạo giám đốc điều hành của một số tập đoàn lớn, cũng như các nhà khoa học từng đoạt giải Nobel, học giả MacArthur, vận động viên Olympic, diễn viên từng đoạt giải Quả cầu vàng. Một số thành viên hoàng gia cũng đã theo học tại GWU.